# Rutryggad smörbult
Rutryggad smörbult (Gobius couchi) är en bottenlevande fisk i familjen smörbultar som finns i Nordatlanten och Medelhavet.

## Utseende
Den rutryggade smörbulten är en liten, avlång fisk med höga fenor. Den är grå till brungrå med ett mörkare rutmönster på ryggen. Sidorna är ljusa med gulaktiga prickar och en rad med större, mörkt brunaktiga fläckar längs varje sida. Den har dessutom en mörk fläck upptill på bröstfenan. Arten blir upp till 8 cm lång.

## Vanor
Arten lever på grunt vatten nära tidvattensstränder där den gömmer sig under stenar eller nergrävd i gyttja. Den kan även gå upp i brackvatten. Födan består av kräftdjur, musslor, havsborstmaskar och alger. Den kan bli upp till 6 år gammal.

## Utbredning
Man trodde länge att den bara fanns i Nordatlanten vid Irland och Cornwall, men numera är den även känd från Medelhavet.